# Lose My Breath
Lose My Breath'is een nummer van de Amerikaanse groep Destiny's Child. Het is geschreven door Beyoncé, Kelly Rowland, Michelle Williams, Rodney "Darkchild" Jerkins, LaShawn Daniels, Fred Jerkins III, Sean Garrett en Shawn Corey "Jay-Z" Carter voor hun vierde studioalbum Destiny Fulfilled, dat in 2004 uitkwam. Columbia Records bracht het nummer uit op 21 september 2004.

## Achtergrond
Het nummer ontving een nominatie voor Best R&B Performance by a Duo or Group with Vocals tijdens de Grammy Awards, maar won deze prijs uiteindelijk niet. "Lose My Breath" werd een commercieel succes en piekte op de derde plek in de Billboard Hot 100. In vrijwel ieder Europees land haalde het nummer een plek binnen de top 10.
De bijhorende videoclip is geregisseerd door Marc Klasfeld en is opgenomen in Los Angeles op 8 oktober 2004.

## Tracklijst
| Nr. | Titel                        | Duur |
| --- | ---------------------------- | ---- |
| 1.  | Lose My Breath (albumversie) | 4:02 |
| 2.  | Why You Actin'               | 4:29 |

| Nr. | Titel                                    | Duur |
| --- | ---------------------------------------- | ---- |
| 1.  | Lose My Breath (albumversie)             | 4:02 |
| 2.  | Lose My Breath (Maurice's Nu Soul mix)   | 5:54 |
| 3.  | Lose My Breath (Paul Johnson's Club mix) | 6:07 |

| Nr. | Titel                                    | Duur |
| --- | ---------------------------------------- | ---- |
| 1.  | Lose My Breath (albumversie)             | 4:02 |
| 2.  | Lose My Breath (Maurice's Nu Soul mix)   | 5:54 |
| 3.  | Lose My Breath (Paul Johnson's Club mix) | 6:07 |
| 4.  | Why You Actin'                           | 4:29 |

| Nr. | Titel                        | Duur |
| --- | ---------------------------- | ---- |
| 1.  | Lose My Breath (albumversie) | 4:02 |
| 2.  | Game Over                    | 4:05 |

## Hitnoteringen

### Nederlandse Top 40
| Hitnotering: 06-11-2004 t/m 05-02-2005 | Hitnotering: 06-11-2004 t/m 05-02-2005 | Hitnotering: 06-11-2004 t/m 05-02-2005 | Hitnotering: 06-11-2004 t/m 05-02-2005 | Hitnotering: 06-11-2004 t/m 05-02-2005 | Hitnotering: 06-11-2004 t/m 05-02-2005 | Hitnotering: 06-11-2004 t/m 05-02-2005 | Hitnotering: 06-11-2004 t/m 05-02-2005 | Hitnotering: 06-11-2004 t/m 05-02-2005 | Hitnotering: 06-11-2004 t/m 05-02-2005 | Hitnotering: 06-11-2004 t/m 05-02-2005 | Hitnotering: 06-11-2004 t/m 05-02-2005 | Hitnotering: 06-11-2004 t/m 05-02-2005 | Hitnotering: 06-11-2004 t/m 05-02-2005 | Hitnotering: 06-11-2004 t/m 05-02-2005 |
| Week:                                  | 1                                      | 2                                      | 3                                      | 4                                      | 5                                      | 6                                      | 7                                      | 8                                      | 9                                      | 10                                     | 11                                     | 12                                     | 13                                     |                                        |
| -------------------------------------- | -------------------------------------- | -------------------------------------- | -------------------------------------- | -------------------------------------- | -------------------------------------- | -------------------------------------- | -------------------------------------- | -------------------------------------- | -------------------------------------- | -------------------------------------- | -------------------------------------- | -------------------------------------- | -------------------------------------- | -------------------------------------- |
| Positie:                               | 38                                     | 10                                     | 7                                      | 4                                      | 4                                      | 7                                      | 7                                      | 12                                     | 12                                     | 11                                     | 12                                     | 19                                     | 17                                     | uit                                    |

### NederlandseSingle Top 100
| Hitnotering: 30-10-2004 t/m 05-03-2005 | Hitnotering: 30-10-2004 t/m 05-03-2005 | Hitnotering: 30-10-2004 t/m 05-03-2005 | Hitnotering: 30-10-2004 t/m 05-03-2005 | Hitnotering: 30-10-2004 t/m 05-03-2005 | Hitnotering: 30-10-2004 t/m 05-03-2005 | Hitnotering: 30-10-2004 t/m 05-03-2005 | Hitnotering: 30-10-2004 t/m 05-03-2005 | Hitnotering: 30-10-2004 t/m 05-03-2005 | Hitnotering: 30-10-2004 t/m 05-03-2005 | Hitnotering: 30-10-2004 t/m 05-03-2005 | Hitnotering: 30-10-2004 t/m 05-03-2005 | Hitnotering: 30-10-2004 t/m 05-03-2005 | Hitnotering: 30-10-2004 t/m 05-03-2005 | Hitnotering: 30-10-2004 t/m 05-03-2005 | Hitnotering: 30-10-2004 t/m 05-03-2005 | Hitnotering: 30-10-2004 t/m 05-03-2005 | Hitnotering: 30-10-2004 t/m 05-03-2005 | Hitnotering: 30-10-2004 t/m 05-03-2005 | Hitnotering: 30-10-2004 t/m 05-03-2005 | Hitnotering: 30-10-2004 t/m 05-03-2005 |
| Week:                                  | 1                                      | 2                                      | 3                                      | 4                                      | 5                                      | 6                                      | 7                                      | 8                                      | 9                                      | 10                                     | 11                                     | 12                                     | 13                                     | 14                                     | 15                                     | 16                                     | 17                                     | 18                                     | 19                                     |                                        |
| -------------------------------------- | -------------------------------------- | -------------------------------------- | -------------------------------------- | -------------------------------------- | -------------------------------------- | -------------------------------------- | -------------------------------------- | -------------------------------------- | -------------------------------------- | -------------------------------------- | -------------------------------------- | -------------------------------------- | -------------------------------------- | -------------------------------------- | -------------------------------------- | -------------------------------------- | -------------------------------------- | -------------------------------------- | -------------------------------------- | -------------------------------------- |
| Positie:                               | 62                                     | 9                                      | 7                                      | 5                                      | 6                                      | 7                                      | 10                                     | 11                                     | 14                                     | 13                                     | 9                                      | 13                                     | 14                                     | 23                                     | 34                                     | 51                                     | 55                                     | 53                                     | 60                                     | uit                                    |